# Пласеншия (залив)
Пласеншия, Пласеншиа (англ. Placentia Bay, фр. Baie de Plaisance) — залив северного Атлантического океана на юго-восточном побережье острова Ньюфаундленд.

## География
Залив Пласеншия образован полуостровом Бьюрин на западе и полуостровом Авалон на востоке и открывается в Атлантический океан. Вместе с заливом Тринити формирует полуостров Авалон.

## История

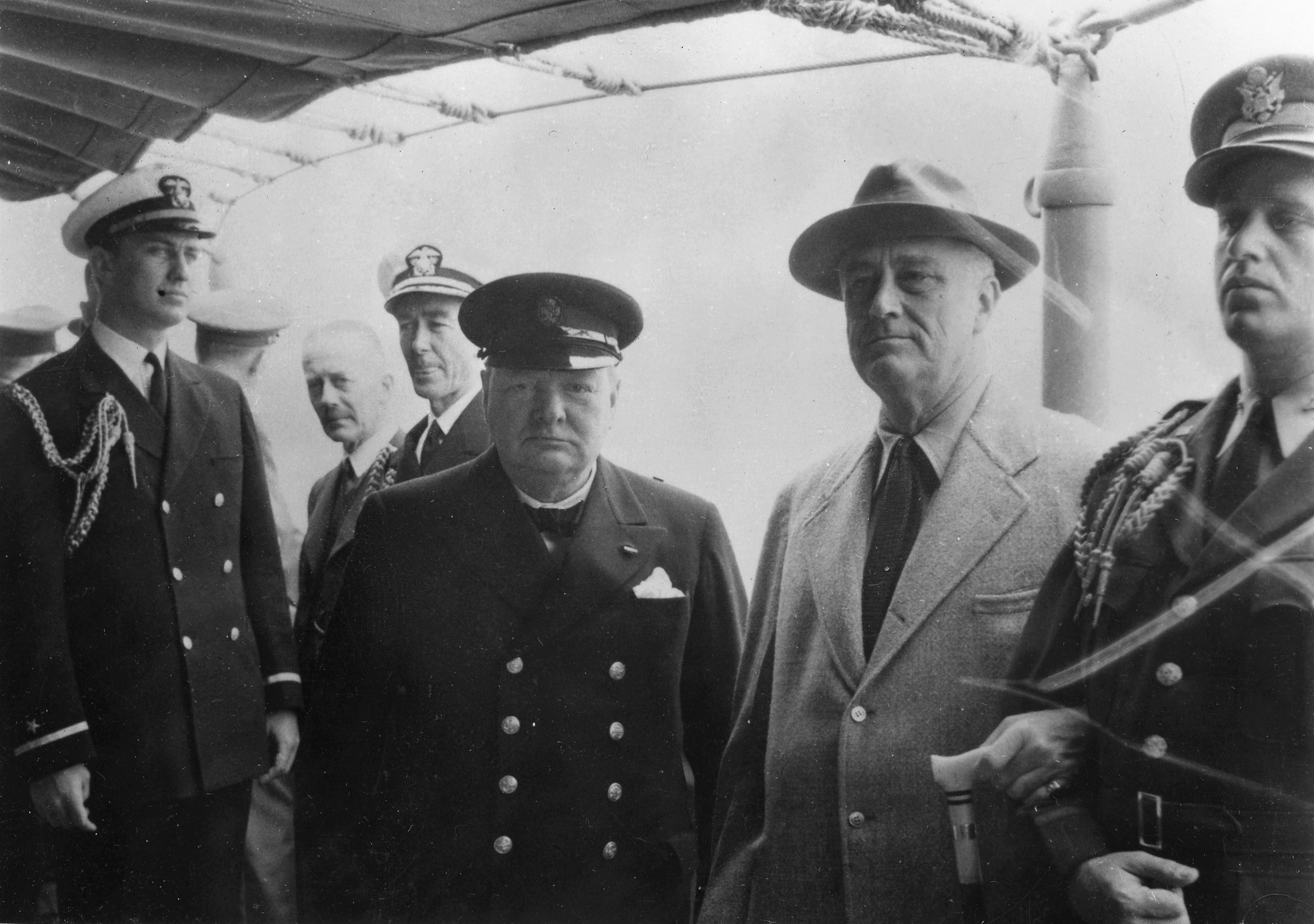
Британский премьер-министр Уинстон Черчилль и американский президент Франклин Д. Рузвельт на борту крейсера USS Augusta в заливе Пласеншия. Август 1941 года.

Рыболовные угодья залива использовались местными жителями задолго до того, как первые европейские переселенцы прибыли на Ньюфаундленд в XVI веке. Какое-то время залив контролировали французы. Они построили свою столицу Пласеншия на восточном побережье залива. Великобритания получила Пласеншию по Утрехтскому мирному договору 1713 года. Пласеншия и близлежащий Касл-Хилл являются национальными историческими достопримечательностями. Основные населённые пункты по берегам залива — Бьюрин, Мэристаун и Пласеншия.
14 августа 1941 года военно-морская станция США «Арджентия», расположенная в Литл-Пласеншия-Саунд, стала местом проведения Атлантической конференции по Атлантической хартии, на которой Уинстон Черчилль и Франклин Д. Рузвельт впервые встретились лицом к лицу со времени вступления в должности и начала Второй мировой войны. Позднее в том же 1941 году Черчилль встретился с Рузвельтом в Белом доме после нападения Японии на Перл-Харбор и последующего вступления США во Вторую мировую войну.